# Denis Dorozhkin
Bản mẫu:Eastern Slavic name
Denis Igorevich Dorozhkin (tiếng Nga: Денис Игоревич Дорожкин; sinh ngày 8 tháng 6 năm 1987) là một cầu thủ bóng đá người Nga. Anh thi đấu cho F.K. Tambov.